# Landsitz Gustav Godeffroy
Der Landsitz Gustav Godeffroy wurde Beausite genannt und war ein repräsentatives Wohngebäude an einer nicht mehr existierenden Seitenstraße der Elbchaussee in Hamburg-Blankenese.
1855 ließ sich Gustav Godeffroy von Auguste de Meuron am Ende des Hirschparks einen schlossartigen Landsitz im neugotischen Stil errichten. Das Haus entsprach dem damaligen Zeitgeist. Gesimse und Balustraden zur Elbseite ließen es als Ritterburg erscheinen. Die Inneneinrichtung stammte von Ludovicus Piglhein. Über dem Eingang zur Elbchaussee war das Godeffroyschen Wappen mit einem Falken im Wappenschild. Zur Pflege des Gartens und der Pflanzen in den Gewächshäuser war ein Gärtner zuständig.
Nach dem Tode Gustav Godeffroys im August 1893 verkauften die Erben das Gebäude an den Hamburger Konsul Timoleon Ludovic Pagenstecher. Dieser verkaufte es 1906 Otto Traun weiter. Er bewohnte das Haus während des ganzen Jahres. In den Sommermonate wohnten zusätzlich sein Vater Senator Heinrich Traun und sein Bruder Friedrich Traun im Haus. 1913 wurde das Anwesen weiterverkauft und geteilt. Einen kleinen Teil des Grundstücks erwarb Eduard Pulvermann. Der Teil mit dem Gebäude wurde an den Kohlenhändler und Reeder Bernhard Blumenfeld – dem Großvater von Erik Blumenfeld – verkauft. 1923 erwarb der jüdische Getreidehändler Richard Hess Beausite, der für seine österreichische Frau 1925 zum Katholizismus konvertierte. Dennoch musste Hess Teile des Grundstücks 1935 auf Druck der nationalsozialistischen Behörden verkaufen. Andere Teile des großen Grundbesitzes übertrug er auf seine nicht-jüdische Frau. Vor dem Verkauf ließ er das Gebäude Beausite abreißen.
Ebenfalls im neugotischen Stil ließ sich 1842 der Kaufmann und Konsul Gustav Wilhelm Schiller (1803–1870) in Neumühlen durch den englischen Architekten Georges Giles, der ein Neffe von Francis Giles (1787–1842) war, ein Landhaus entwerfen, das nach der Fertigstellung unter dem Namen „Schillerburg“ bekannt wurde. Dessen Bruder Wilhelm Theodor Schiller ließ sich um 1861/62 von de Meuron ein Landhaus erbauen.

## Darstellungen
- Das Elbufer von Blankenese bis Hamburg, 26,6 × 41,4 cm. Ohne Druckvermerk. Kreidelithographie von Wilhelm Heuer im Verlag Charles Fuchs, Blatt 2, 1874. Salamon 1.1.3. Elb 2. (Blick auf das Godeffroy’sche Landhaus, davor das elbabwärts fahrende Dampfschiff „Silesia“ der HAPAG.)
- Senator Godeffroys Landhaus in Dockenhuden, 16 × 24 cm, Lithographie mit Bordüre, nach der Natur von Wilhelm Heuer, Druck von Charles Fuchs, im Verlag Gassmann, um 1860